# Renfrewshire
Renfrewshire (Siorrachd Rinn Friù ve skotské gaelštině) je jednou ze třiceti dvou správních oblastí Skotska, ležící na západ od města Glasgow a sousedící s dalšími oblastmi : Severní Ayrshire, Východní Renfrewshire a Inverclyde.

## Důležitá města a vesnice
- Bishopton, Bridge of Weir, Brookfield
- Craigends, Crosslee
- Elderslie, Erskine
- Houston, Howwood
- Inchinnan
- Johnstone
- Kilbarchan
- Langbank, Linwood, Lochwinnoch
- Paisley
- Ralston, Ranfurly, Renfrew